# Hamme (rivier)
De Hamme is een rivier in Duitsland, in de deelstaat Nedersaksen.

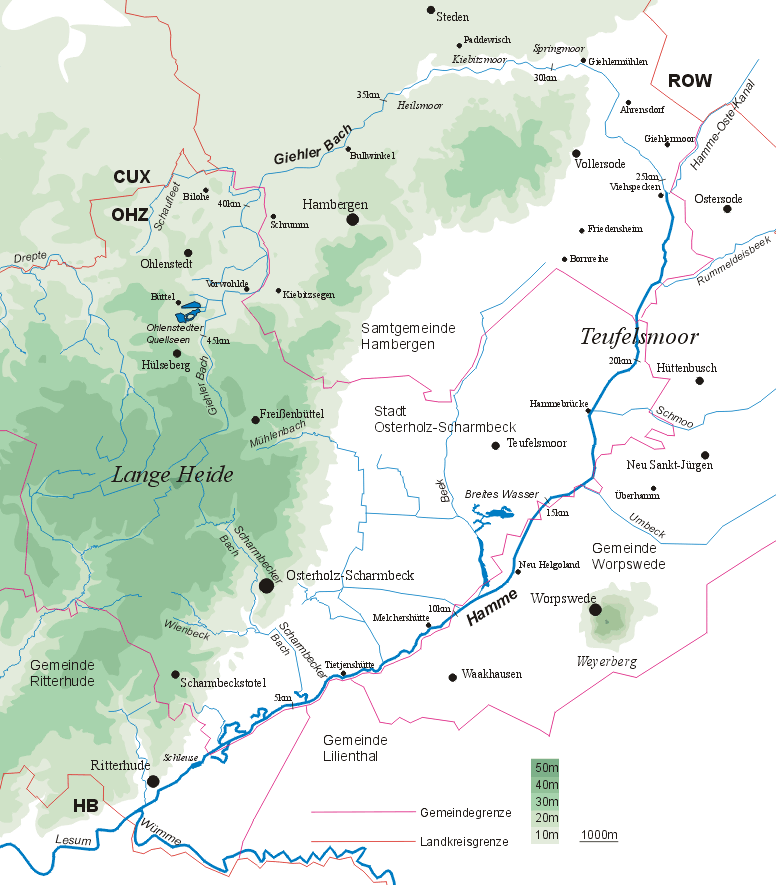
Kaart van de Hamme (dikke blauwe lijn)

## Verloop
De Hamme is de 24 km lange toevoerrivier van de Lesum, die ontstaat bij de samenvloeiing van de 21 km lange  Giehlerbach en het Oste-Hamme-kanaal bij Viehspecken. De meeste geografen beschouwen de Giehlerbach echter als de bovenloop van de Hamme. De Giehlerbach ontspringt in een lage heuvelrug met de naam Lange Heide, op 45 meter hoogte boven de zeespiegel, in een landschap, dat bestaat uit een lappendeken van kleine stukken bos en heide en percelen landbouwgrond, en stroomt noordoost- en verderop oostwaarts. Voorbij de samenvloeiing met het Oste-Hamme-kanaal stroomt de Hamme zuid- en dan zuidwestwaarts. De Hamme heeft vanaf Viehspecken een geringe stroomsnelheid en een gering verval: Viehspecken ligt slechts 2 meter hoger dan de monding van het riviertje.
Op 2 meter hoogte boven zeeniveau verenigt de Hamme zich met de Wümme tot de Lesum, die 10 kilometer westwaarts, bij Vegesack in de Wezer uitmondt.
Vanaf Viehspecken (km 0,00) tot de samenvloeiing met de Wümme (km 25), is de rivier bevaarbaar en opengesteld voor de pleziervaart.
Het stroomgebied van de Hamme, inclusief de Giehlerbach, is 549 km² in oppervlakte.

## Zijbeken van de Hamme
Alle zijbeken en -kanaaltjes van de Hamme zijn korter dan 10 kilometer, en zijn alleen van belang voor de waterhuishouding en in sommige gevallen vanwege hun ecologische waarde.

### Links
Schaufleet, Kollbeck, Rummeldeisbeek, Schmoo, Neu Sankt Jürgener Schiffgraben, Umbeck, Wörpedahler Graben, Semkenfahrt, Kirchenfleet, Neugrabenfleet, Deichkampfleet

### Rechts
Butterweidengraben, Beek, Fankstaken, Osterholzer Hafenkanal, Scharmbecker Bach, Ritterhuder Beeke

## Plaatsen aan of dicht bij de Hamme
- Het stadje Osterholz-Scharmbeck
- De dorpen Hambergen, Lübberstedt, Vollersode, Gnarrenburg, Worpswede en Ritterhude

Daarvan beschikken Osterholz-Scharmbeck, Worpswede en Gnarrenburg over haventjes aan de rivier.

## Geschiedenis
In de tweede helft van de 18e eeuw werd in het gebied rondom de Hamme met winning van turf en met de verdere ontginning van deze moerassige streek begonnen. Zo werd een 16 km lang afwaterings- en turftransportkanaal noordoostwaarts naar de Oste aangelegd. In 1874 werd de sluis in de Hamme bij Ritterhude gebouwd. Sindsdien was het riviertje onafhankelijk van het getij van de Wezerdelta. Langs de Hamme ontstonden 7 zogenaamde Hammehütten, aanleg- en overnachtingsplaatsen met café voor de turfschippers. Drie daarvan bestaan nog als toeristische horeca-gelegenheden. Een klein aantal historische turfscheepjes bestaat en vaart nog, voor de toeristen. Het zijn de enige motorschepen van meer dan 12 meter lang, die de Hamme mogen bevaren.
Vanaf ca. 1875 tot ca. 1970 was de rivier, evenals de Wümme, van betekenis voor het vervoer in kleine vrachtscheepjes van turf uit de talrijke hoogveengebieden in de regio.
De Hamme is betrekkelijk weinig door watervervuiling belast.

## Dijken e.d.

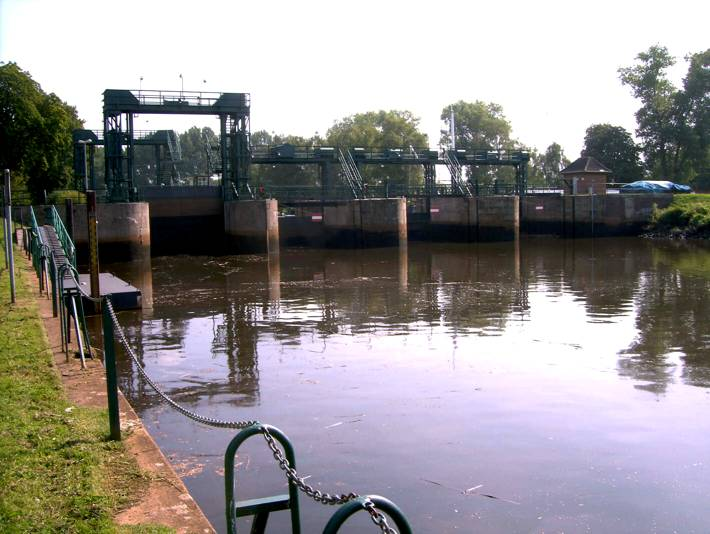
Sluis in de Hamme bij Ritterhude

In de stadsregio Bremen is in 1881 begonnen met de aanleg van talrijke dijken en andere waterwerken, teneinde overstromingen te beperken of zelfs geheel te voorkomen. In 1974 werd de stormvloedkering in de Lesum gebouwd. Sindsdien is het gevaar van catastrofale overstromingen nagenoeg geweken. Het gebied is, niet alleen ter voorkoming van overstromingen, door diverse dijken gescheiden van de buitenwijken van Bremen; de ecologische maatregel van natuurherstel in hoogveengebieden langs de Hamme is niet overal mogelijk. De hiervoor noodzakelijke vernatting van het gebied stuit op het praktische bezwaar, dat in het moeras muggenplagen zouden kunnen ontstaan, en dat deze muggen de bewoners van buitenwijken van Bremen zouden kunnen gaan belagen.

## Natuurbescherming, toerisme
Diverse sluizen, dammen, stuwen in de rivier zijn reeds en worden in de toekomst nog aangepast ter verbetering van de visstand, o.a. door vistrappen en -passages.
Dicht bij de Giehlerbach, in de buurt van Ohlenstedt, gemeente Osterholz-Scharmbeck, liggen de drie kleine, rond 1950 door zand- en grindwinning ontstane, recreatieplassen Ohlenstedter Quellseen. De meertjes bevatten geen bronnen, maar staan mogelijkerwijze wel in hydrologisch contact met de beek.
Langs de Hamme en de Wümme zijn toeristische fietsroutes uitgezet. Drie van de zeven oude Hammehütten bestaan nog en zijn als aanlegplaatsen voor watersporters, met horecagelegenheid, in gebruik. Dit zijn Neu-Helgoland, Melchershütte en Tietjens Hütte. Stroomafwaarts van Tietjens Hütte is op de rivier peddelen op een SUP toegestaan. Er gelden strenge voorschriften voor de recreatievaart op de Hamme, vanwege de bescherming van met name zeldzame vogels in het oevergebied.
De Hamme is visrijk en om die reden ecologisch waardevol. Bijna het gehele stroom- en oevergebied staat onder uiteenlopende gradaties van natuur- of landschapsbescherming (Natura 2000-gebied).

### Teufelsmoor
De Hamme loopt door het natuurreservaat Teufelsmoor (duivelsveen), zie aldaar. Het gebied is door diverse dijken gescheiden van de buitenwijken van Bremen.

## Afbeeldingen

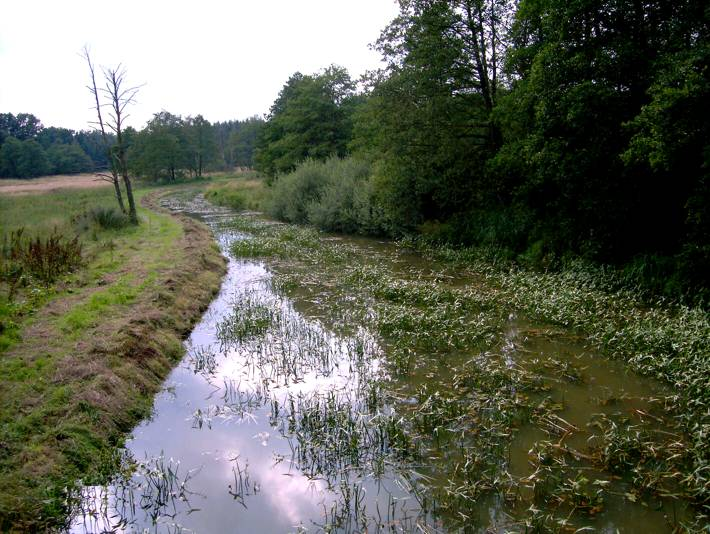
De Giehlerbach in het Springmoor
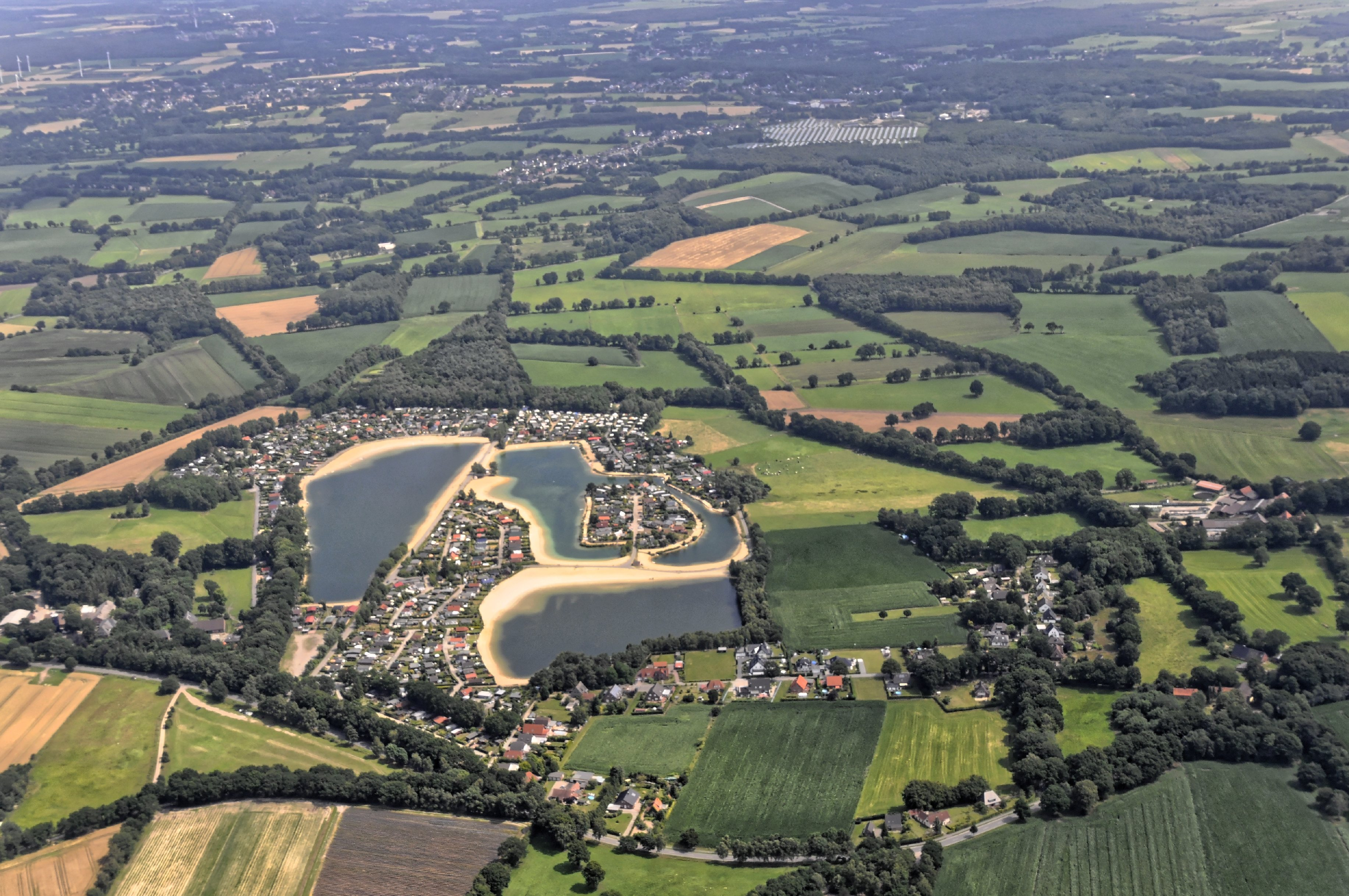
De Ohlenstedter Quellseen
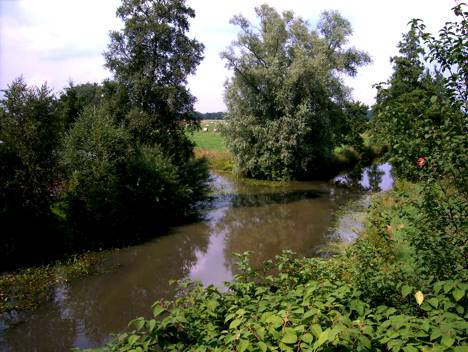
Samenvloeiing Giehlerbach en Oste-Hamme-kanaal bij Viehspecken
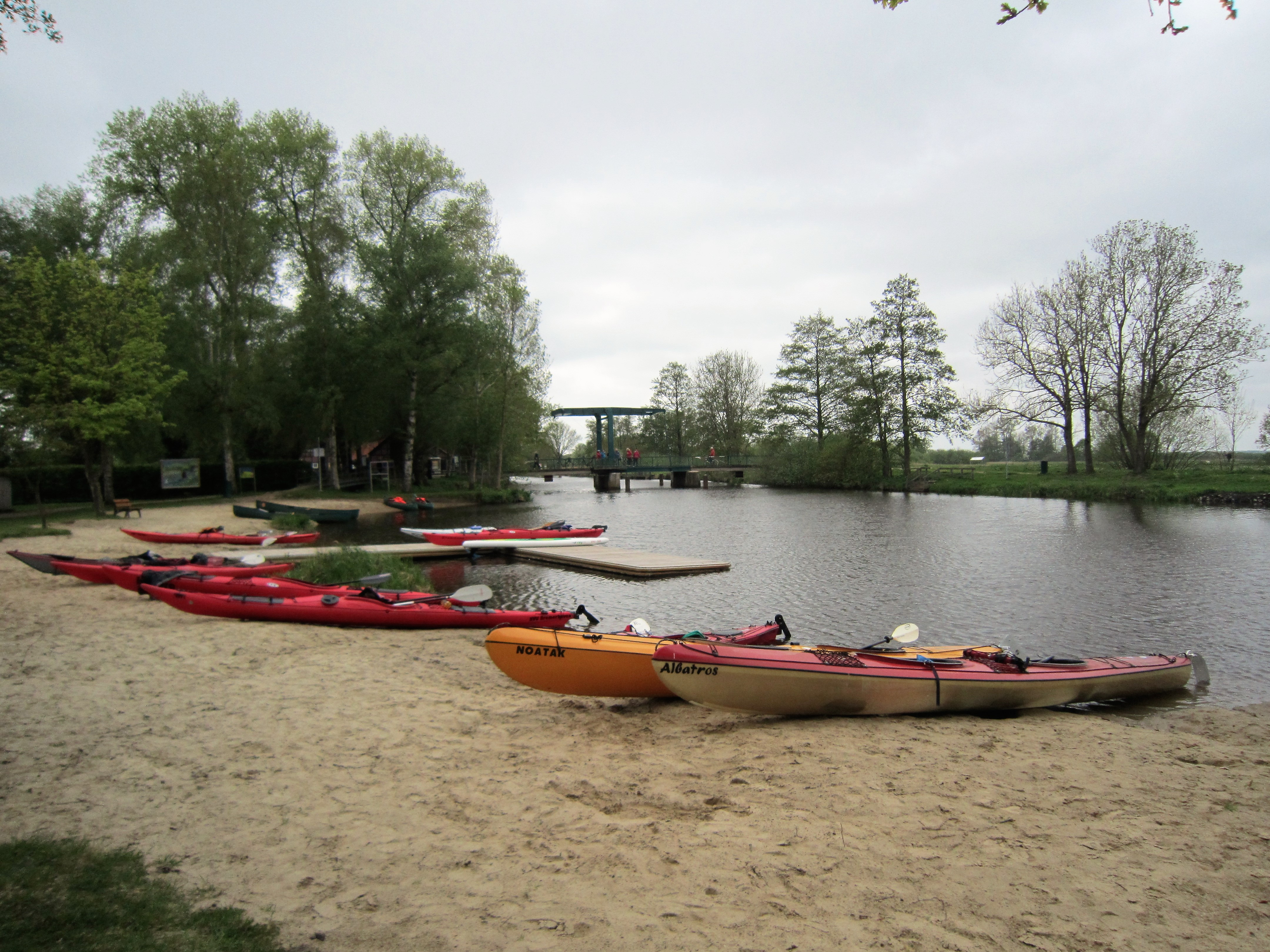
Kano's op het strandje Neu-Helgoland
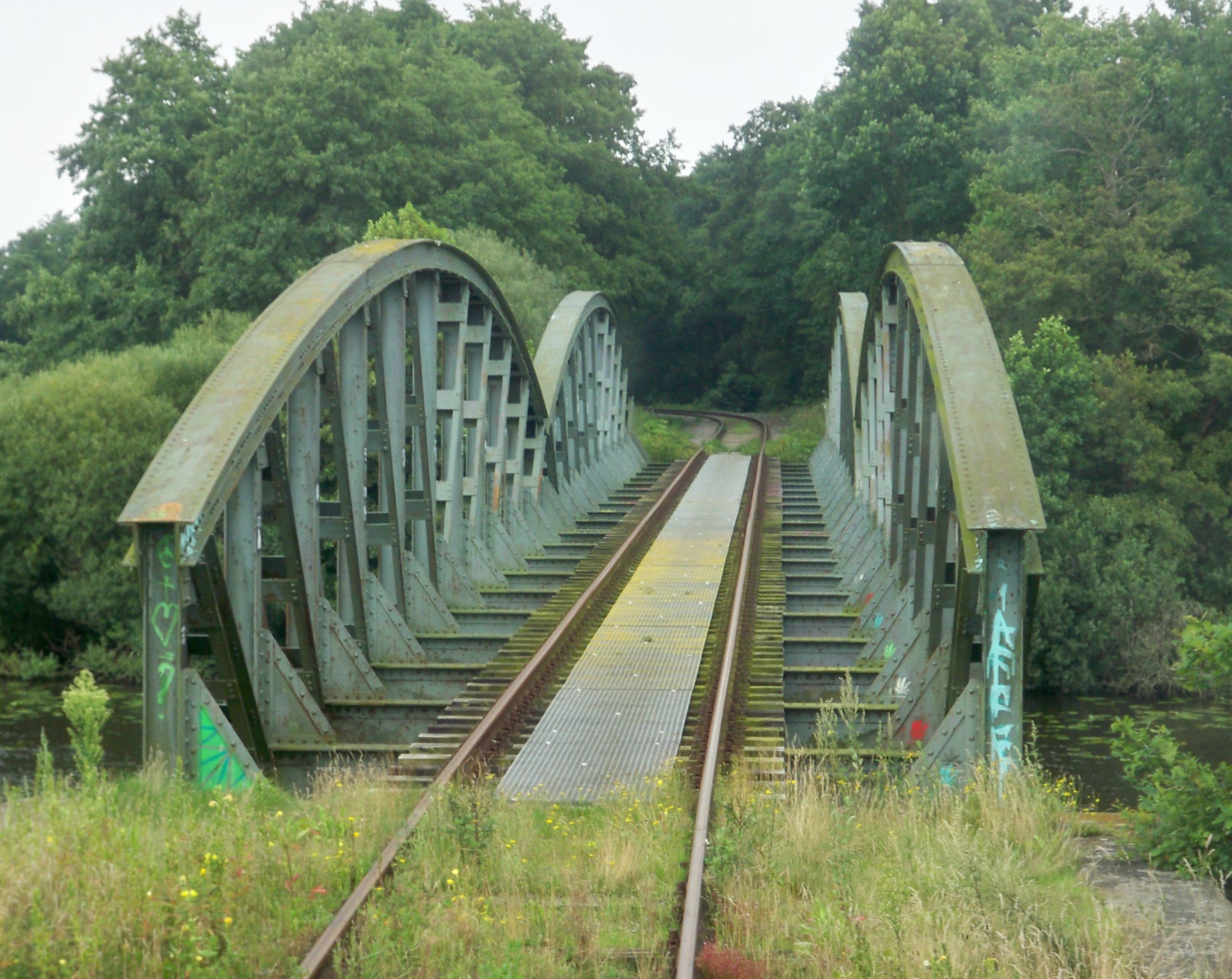
Spoorbruggetje over de Hamme tussen Weyermoor en Melchers Hütte
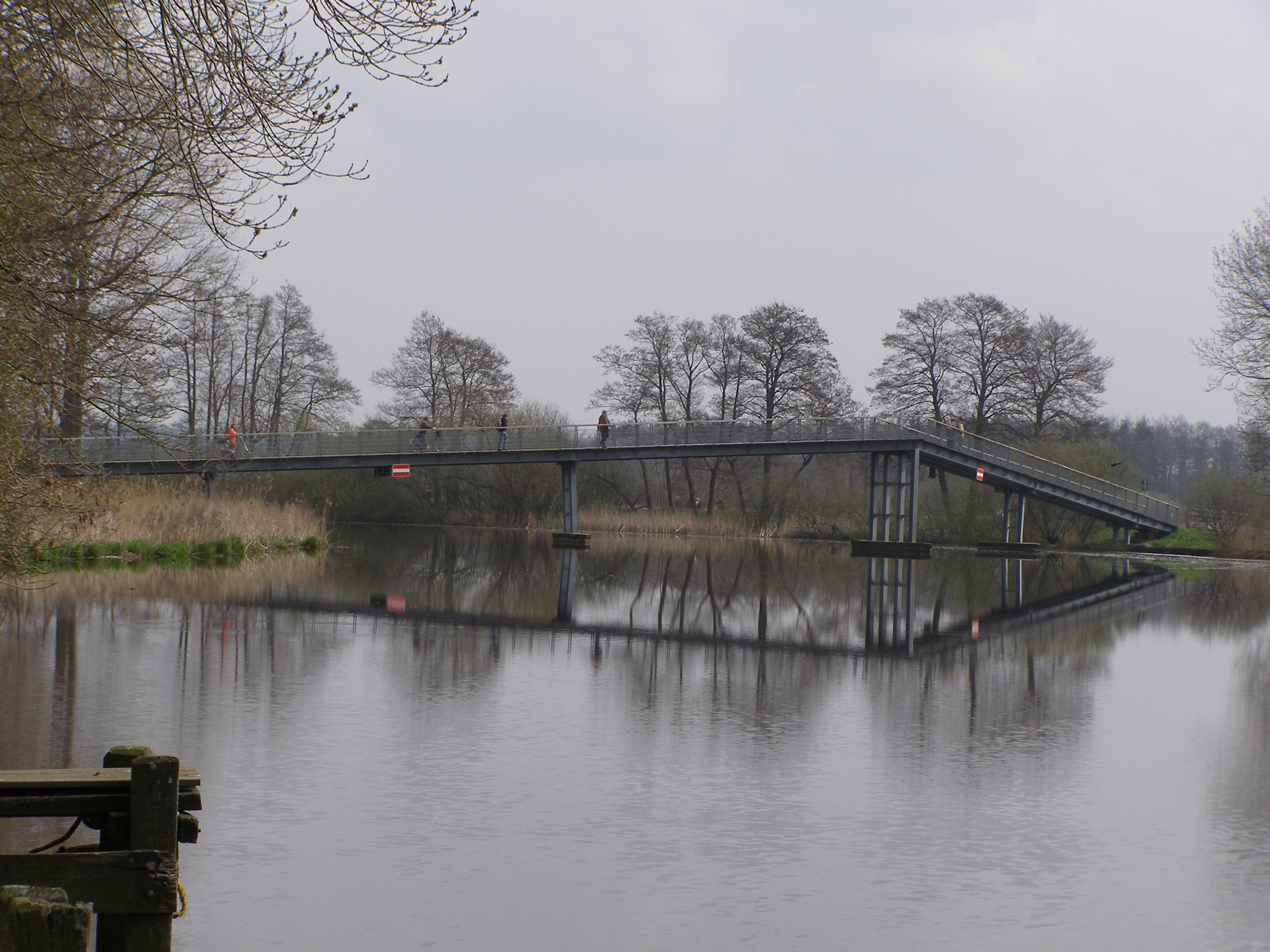
Voetgangerbrug bij Melchers Hütte
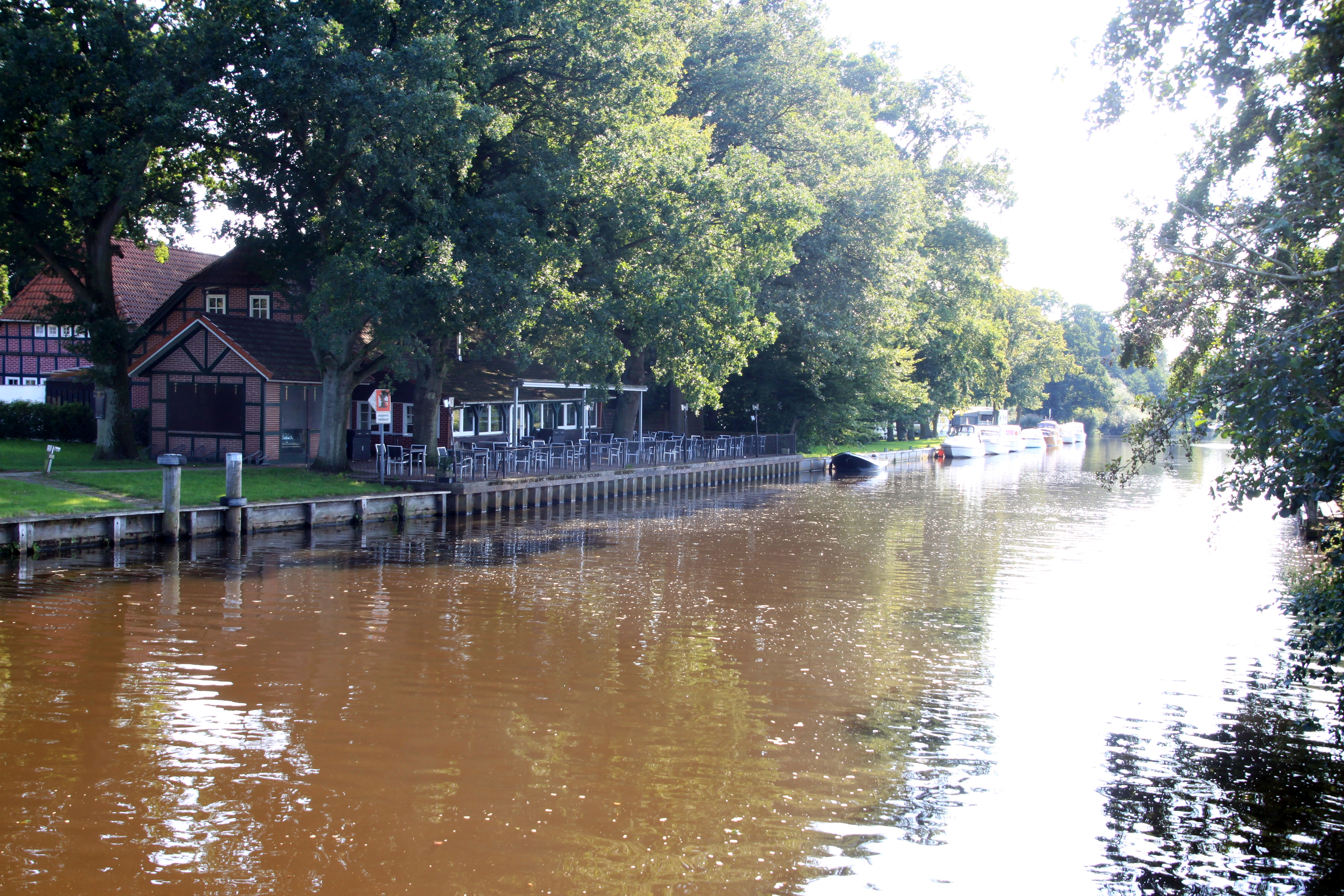
Aanlegplaats (Hammehütte) Neu Helgoland bij Worpswede
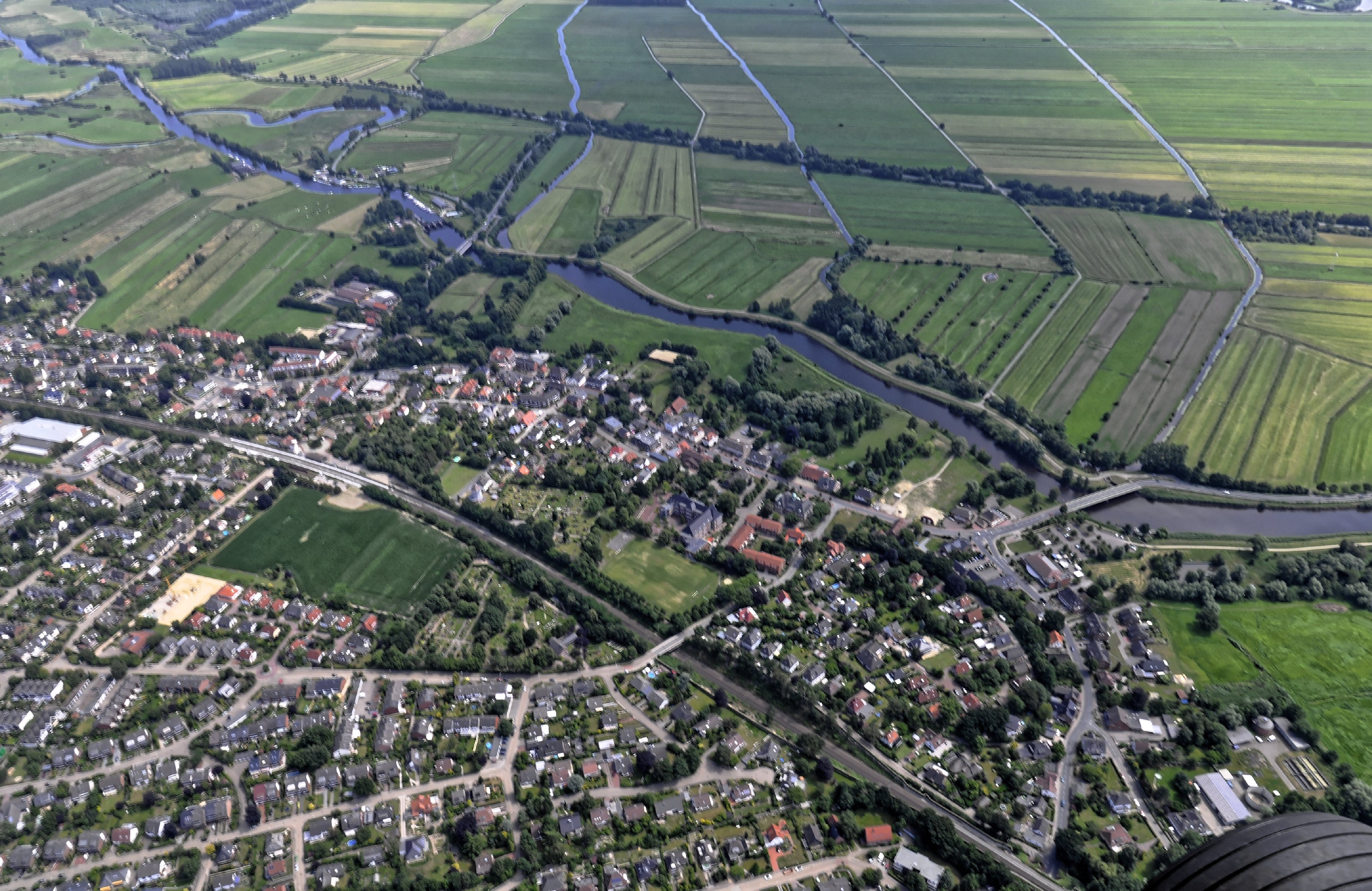
De Hamme bij Ritterhude
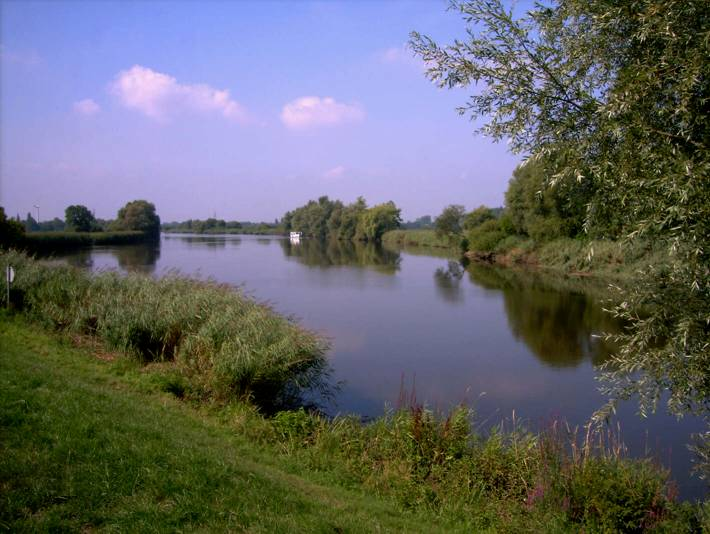
Monding van de Hamme in de Lesum: links de Wümme, die er hier mee samenvloeit
Turfscheepje op de Hamme (wapen van de Landkreis Osterholz)

- Gemeinsame Normdatei: 4094673-3